# Waking Up the Neighbours
| 전문가 평가                | 전문가 평가 |
| 평가 점수                  | 평가 점수   |
| 출처                       | 점수        |
| -------------------------- | ----------- |
| AllMusic                   | [ 1 ]       |
| Calgary Herald             | C           |
| Chicago Tribune            | [ 3 ]       |
| Christgau's Consumer Guide | [ 4 ]       |
| Entertainment Weekly       | B−          |
| Los Angeles Times          | [ 6 ]       |
| Rolling Stone              | [ 7 ]       |

《Wake Up the Neighbors》는 1991년 9월 24일에 발매된 캐나다의 싱어송라이터 브라이언 애덤스의 여섯 번째 스튜디오 음반이다. 이 음반은 런던의 배터리 스튜디오와 밴쿠버의 웨어하우스 스튜디오에서 녹음되었고, 런던의 메이페어 스튜디오에서 믹싱되었으며, 뉴욕의 마스터디스크에서 밥 루드윅에 의해 마스터되었다.
이 음반은 비평가들의 찬사를 받았고, 적어도 8개국의 음반 차트에서 1위에 올랐으며, 애덤스의 전 세계적으로 두 번째로 많이 팔린 음반이 되었다. 첫 싱글 〈(Everything I Do) I Do It for You〉는 영국 싱글 차트에서 16주 연속 1위를 기록했다. 이 음반은 캐나다 콘텐츠 시스템에 대한 논란을 불러일으킨 것으로도 유명하다.

## 배경 및 녹음
애덤스의 1987년 음반 《Into the Fire》의 공연은 다소 실망스러운 것으로 느껴졌다. 빌보드 200 차트 7위, 모국인 캐나다에서 2위에 올랐지만 1984년 발표한 네 번째 음반 《Reckless》가 누렸던 엄청난 상업적 성공에는 미치지 못했다. 《Into the Fire》는 애덤스의 마지막 음반으로, 그의 오랜 협력자 짐 발란스와 함께 녹음되었다.
1988년 스티브 릴리와이트의 프로듀싱으로 새 음반을 녹음하려는 시도가 있었지만, 이 세션들 중 아무것도 발표되지 않았다. 그로부터 1년 이상이 지난 후, 애덤스는 이전에 AC/DC, 더 카스, 포리너, 데프 레퍼드와 함께 작업한 것으로 알려진 로버트 존 "머트" 랭과 함께 영국의 배터리 스튜디오와 캐나다의 웨어하우스 스튜디오에서 녹음하면서 애덤스의 다음 음반 작업을 시작했다. 녹음은 1990년 3월에 시작되었고 믹싱과 함께 1991년 6월에 끝났다. 애덤스에 따르면, 랭은 작곡 과정에 대한 그의 생각 방식을 바꾸어서 그가 각 곡을 꼼꼼하게 작업하도록 만들었다. 이에 따라 녹음 작업이 1년 넘게 진행됐고, 당초 1990년 가을로 예정됐던 음반 발매도 여러 차례 연기될 수밖에 없었다. 랭은 원래 발란스와 함께 데모를 녹음한 4곡을 포함하여 음반의 15개 트랙 모두에서 인정받고 있다.

## 발매 및 홍보
《Waking Up the Neighbors》는 1991년 9월에 여러 번 연기된 후에 발매되었다. 그 음반은 빌보드 200에서 6위로 정점을 찍었다. 이 음반은 9월에 발매되었고 음반과 싱글은 〈(Everything I Do) I Do It for You〉가 영국 싱글 차트에서 16주 동안 1위를 차지하며 많은 나라의 차트에서 1위를 차지했고 17개국의 차트에서 1위를 차지했다. 그것은 또한 미국에서 400만 장의 기록적인 판매를 기록했다. 캐나다 콘텐츠 규정은 1991년에 개정되어 라디오 방송국이 캐나다 음악을 재생하기 위한 법적 요건에 따라 이 음반의 방송을 인정할 수 있게 되었다. 이 음반은 애덤스가 전 세계적으로 두 번째로 많이 팔린 음반이 되었다. 애덤스는 1992년에 〈(Everything I Do) I Do It for You〉로 그래미 어워드를 수상했다.

## 곡 목록
모든 곡들은 특별한 언급이 없는 한 브라이언 애덤스와 로버트 존 "머트" 랭에 의해 작사/작곡하였다.
| #   | 제목                                        | 작사·작곡                            | 재생 시간 |
| --- | ------------------------------------------- | ------------------------------------ | --------- |
| 1.  | 〈Is Your Mama Gonna Miss Ya?〉             |                                      | 4:41      |
| 2.  | 〈Hey Honey – I'm Packin' You In!〉         | 애덤스, 랭, 빅토리아 러셀, 키스 스콧 | 3:59      |
| 3.  | 〈Can't Stop This Thing We Started〉        |                                      | 4:29      |
| 4.  | 〈Thought I'd Died and Gone to Heaven〉     |                                      | 5:48      |
| 5.  | 〈Not Guilty〉                              |                                      | 4:12      |
| 6.  | 〈Vanishing〉                               |                                      | 5:03      |
| 7.  | 〈House Arrest〉                            | 애덤스, 랭, 짐 발란스                | 3:58      |
| 8.  | 〈Do I Have to Say the Words?〉             | 애덤스, 랭, 발란스                   | 6:11      |
| 9.  | 〈There Will Never Be Another Tonight〉     | 애덤스, 랭, 발란스                   | 4:40      |
| 10. | 〈All I Want Is You〉                       |                                      | 5:20      |
| 11. | 〈Depend on Me〉                            | 애덤스, 랭, 발란스                   | 5:07      |
| 12. | 〈(Everything I Do) I Do It for You〉       | 애덤스, 랭, 마이클 카멘              | 6:34      |
| 13. | 〈If You Wanna Leave Me (Can I Come Too?)〉 |                                      | 4:43      |
| 14. | 〈Touch the Hand〉                          |                                      | 4:05      |
| 15. | 〈Don't Drop That Bomb on Me〉              |                                      | 6:00      |

## 인증
| 국가                                                                                         | 인증        | 판매량/출하량 |
| -------------------------------------------------------------------------------------------- | ----------- | ------------- |
| 오스트레일리아 (ARIA)                                                                        | 4× 플래티넘 | 280,000^      |
| 오스트리아 (IFPI 오스트리아)                                                                 | 플래티넘    | 50,000*       |
| 벨기에 (BEA)                                                                                 | 플래티넘    | 50,000*       |
| 캐나다 (뮤직 캐나다)                                                                         | 다이아몬드  | 1,200,000     |
| 덴마크 (IFPI Danmark)                                                                        | 골드        | 10,000        |
| 핀란드 (Musiikkituottajat)                                                                   | 플래티넘    | 82,230        |
| 프랑스 (SNEP)                                                                                | 골드        | 100,000*      |
| 독일 (BVMI)                                                                                  | 플래티넘    | 500,000^      |
| 일본 (RIAJ)                                                                                  | 골드        | 100,000^      |
| 멕시코                                                                                       | —           | 120,000       |
| 네덜란드 (NVPI)                                                                              | 플래티넘    | 100,000^      |
| 뉴질랜드 (RMNZ)                                                                              | 플래티넘    | 15,000^       |
| 포르투갈 (AFP)                                                                               | 6× 플래티넘 | 240,000^      |
| 스페인 (PROMUSICAE)                                                                          | 플래티넘    | 120,000       |
| 스위스 (IFPI 스위스)                                                                         | 4× 플래티넘 | 200,000^      |
| 영국 (BPI)                                                                                   | 3× 플래티넘 | 900,000^      |
| 미국 (RIAA)                                                                                  | 4× 플래티넘 | 4,000,000^    |
| 요약                                                                                         |             |               |
| 유럽 (IFPI)                                                                                  | 3× 플래티넘 | 3,000,000*    |
| 전 세계                                                                                      | —           | 16,000,000    |
| *판매량을 기반으로 한 인증 · ^출하량을 기반으로 한 인증 · 판매량+스트리밍을 기반으로 한 인증 |             |               |